# Bolivijská kuchyně

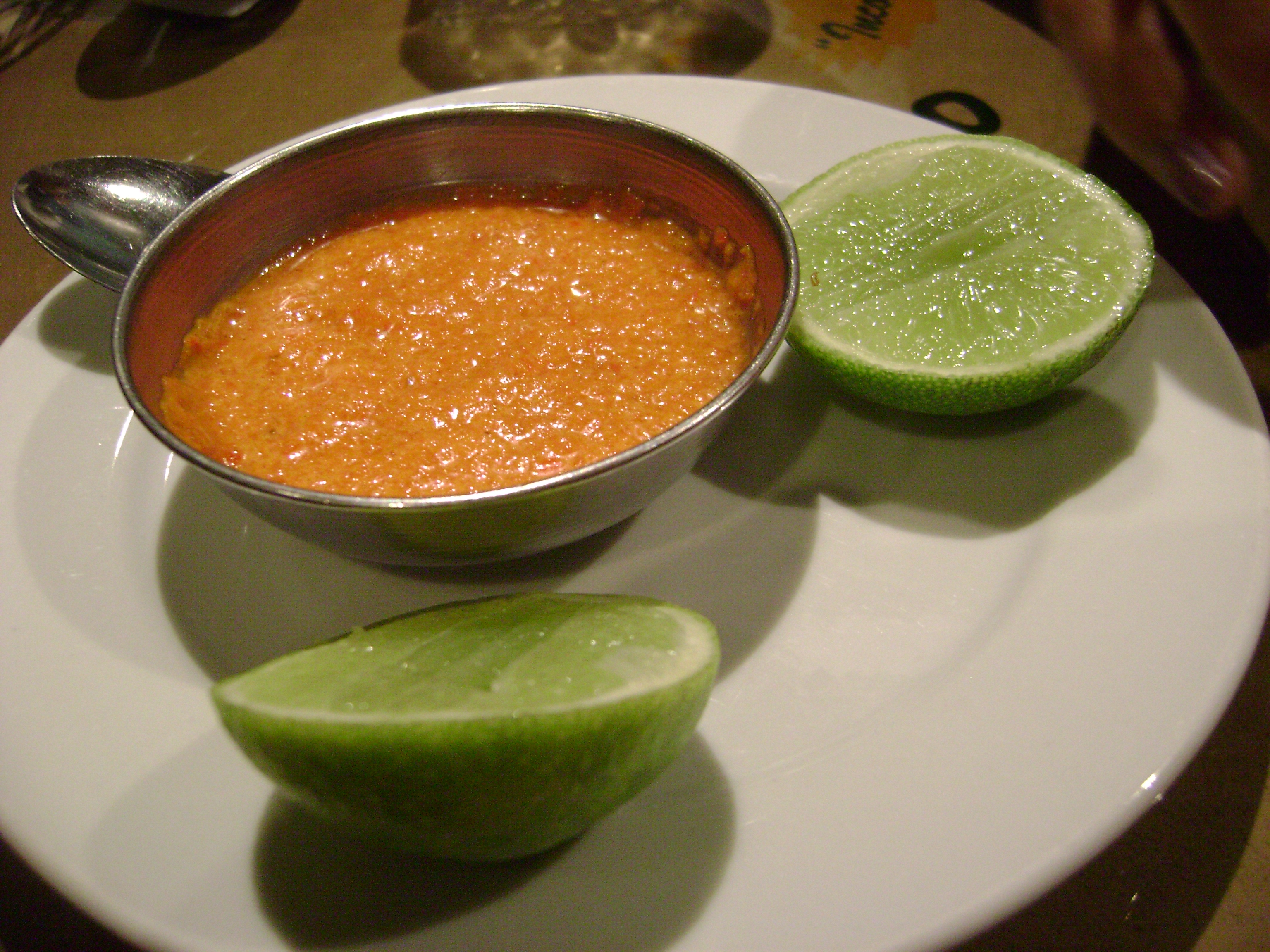
Omáčka ají

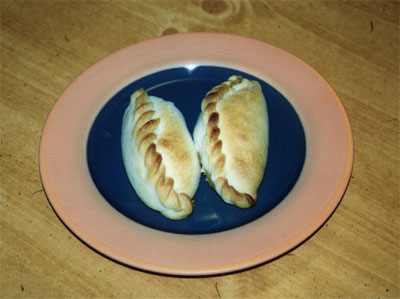
Salteña

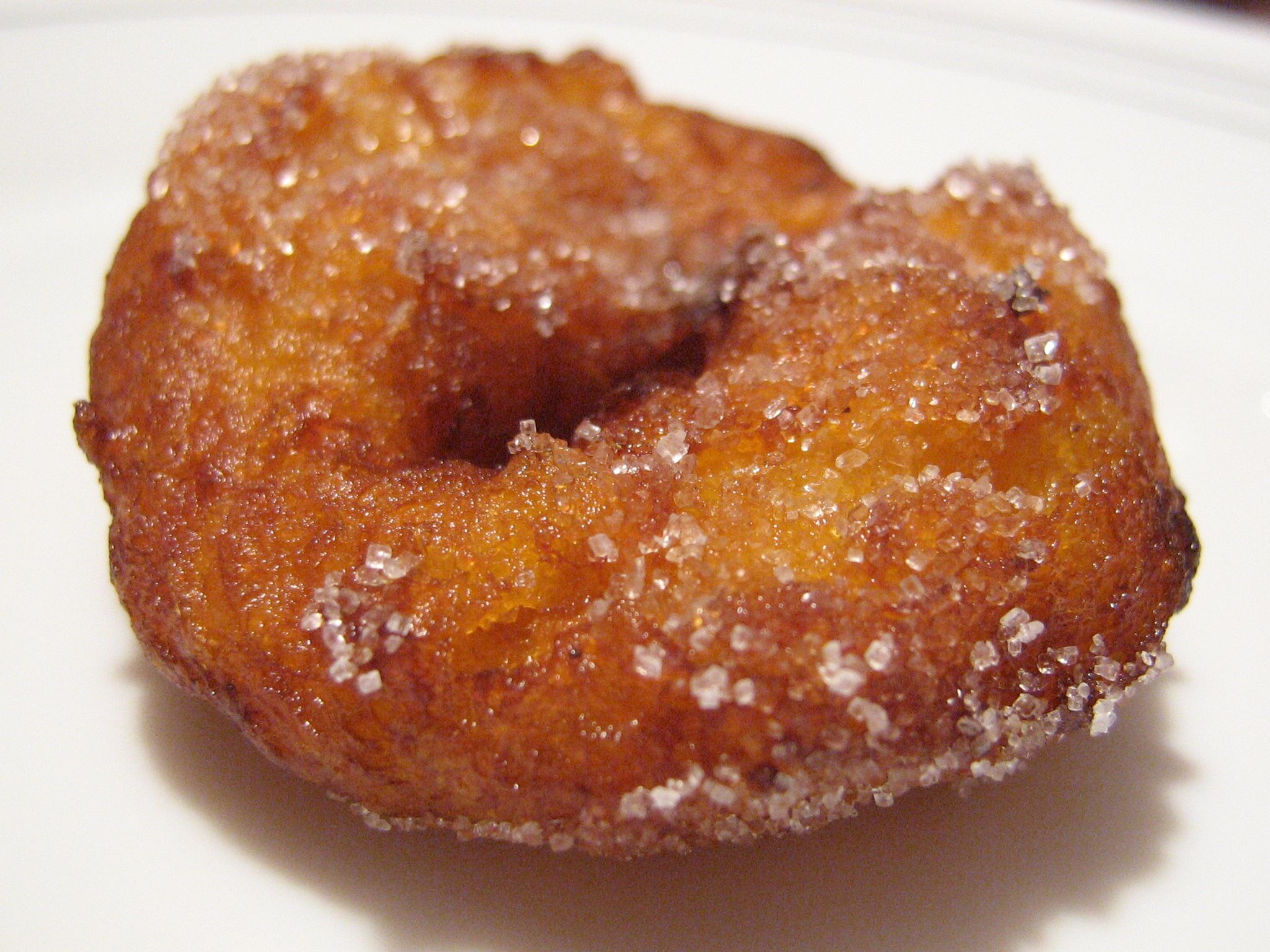
Buñuelo

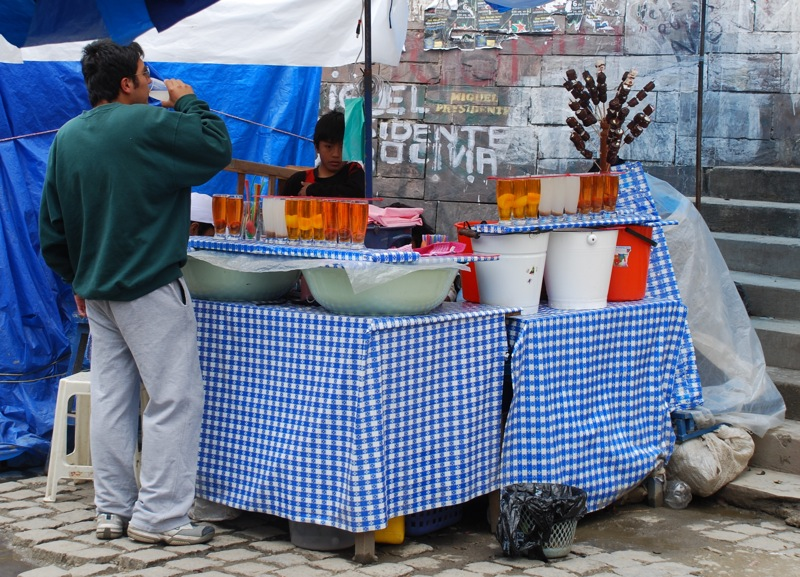
Stánek s mocochinchi ve městě La Paz

Bolivijská kuchyně (španělsky: Gastronomía de Bolivia) vychází z kuchyně indiánského kmene Ajmarů a španělské kuchyně, v menší míře byla ovlivněna i argentinskou, brazilskou a německou kuchyní (a dalšími).
Kuchyně se v každém regionu Bolívie liší. V horských oblastech And a Altiplana mezi základní potraviny patří brambory, rýže a quinoa. Používá se také skopové a lamí maso. V nížinách kuchyně vychází především ze surovin z tropického deštného pralesa, jako je tropické ovoce, zelenina, maniok nebo plantainy. Dále se zde hojně používají ryby a hovězí maso.

## Příklady bolivijských pokrmů
Příklady bolivijských pokrmů:
- Ají a llajwa, pikantní omáčky z rajčat a chilli
- Salteña, bolivijská varianta empanady. Pečené kapsa z těsta plněná masem.
- Buñuelo, smažené pocukrované pečivo
- Charque, sušené maso (jerky)
- Picante de pollo, kousky kuřecího masa v omáčce z rajčat, brambor, chilli a česneku
- Pique macho, směs hranolek, vajec na tvrdo, párků a hovězího masa[3]
- Anticucho, špíz[4]
- Arroz con queso, rýže s mlékem a sýrem[5]
- Alfajores, sušenky plněné náplní z mléka a karamelu[6]
- Cuñape, pečivo z maniokové mouky a sýra[7]

## Příklady bolivijských nápojů
Příklady bolivijských nápojů:
- Provozováno je vinařství
- Singani, bolivijská varianta brandy
- Mocochinchi, nápoj z vyvařených sušených broskví, někdy dochucený skořicí[8]
- Maté, povzbuzující nápoj z lístků cesmíny paraguayské[9]